# Narayanella thornypoda
Narayanella thornypoda är en stekelart som först beskrevs av Narayanan och Subba Rao 1961.  Narayanella thornypoda ingår i släktet Narayanella och familjen dvärgsteklar. Inga underarter finns listade i Catalogue of Life.